# جيف بيغرز
جيف بيغرز (بالإنجليزية: Jeff Biggers)‏ هو كاتب أمريكي، ولد في 1963.